# 3329 Golay
3329 Golay eller 1985 RT1 är en asteroid i huvudbältet som upptäcktes den 12 september 1985 av den Schweiziska astronomen Paul Wild vid Observatorium Zimmerwald. Den har fått sitt namn efter astronomen Marcel Golay.
Asteroiden har en diameter på ungefär 18 kilometer och den tillhör asteroidgruppen Eos.